# Els Rius (Aramunt)
Els Rius és una partida rural del terme municipal de Conca de Dalt, a l'antic terme d'Aramunt, al Pallars Jussà, en territori del poble d'Aramunt.
Està situada a llevant d'Aramunt, a l'oest de l'ermita de la Mare de Déu del Camp, a la vall del barranc dels Rius. Una part d'aquesta partida havia estat d'horts de regadiu, per la qual cosa està fortament parcel·lada.
Consta de poc més de 39 hectàrees i mitja (39,5553) de pastures, zones de matolls improductives i algunes oliveres.